# ساوریو کوستانتسو
ساوِریو کوستانتسو (ایتالیایی: Saverio Costanzo؛ زادهٔ ۲۸ سپتامبر ۱۹۷۵) کارگردان فیلم و فیلم‌نامه‌نویس اهل ایتالیا است.
از فیلم‌ها یا مجموعه‌های تلویزیونی که وی در آن‌ها نقش داشته‌است، می‌توان به خصوصی، تحت درمان، بالاخره سحر شد و دوست نابغه من اشاره نمود.